# Bíblia de Leão
A Bíblia de Leão (Roma, Vaticano, Babador. Apostolica, MS. Reg. gr. 1) é um manuscrito iluminado bizantino datado de meados do século X, tornando-o uma das Bíblias bizantinas sobreviventes mais antigas. Embora apenas um volume sobreviva, um prefácio e uma página de conteúdo intacta nos dizem que a Bíblia originalmente continha a Bíblia Hebraica e o Novo Testamento. Devido à sua associação com o Renascimento da Macedônia, muitas vezes é agrupado, juntamente com o Paris Psalter e Joshua Roll estilisticamente semelhantes.

## Aparência
O tamanho da Bíblia (410mm por 270mm) é invulgarmente grande. Ele contém os livros Gênesis através dos Salmos precedidos por 18 miniaturas de página inteira, renderizadas de maneira colorida e "pictórica", inseridas em folhas separadas, sugerindo que talvez tenham sido adicionadas após a conclusão inicial do texto.  As miniaturas são apresentadas em grande parte em formas arquitetônicas e figurativas que refletem o interesse do Renascimento da Macedônia no classicismo. No entanto, o conteúdo visual e as inscrições dos versos, que se supõe serem escritos por Leão, muitas vezes evitam as narrativas bíblicas tradicionais e tendem a colocar uma grande ênfase em Moisés, além de oferecer iconografia incomum, como imagens de Judite e Holofernes. Estudos recentes sugerem que as inscrições deveriam ser lidas como exegese.

## Patrocínio e datação
Além de suas iluminações bíblicas, a Bíblia de Leão oferece duas imagens de 'dedicação' que oferecem pistas sobre a natureza de sua comissão. Uma imagem representa um homem de cabelos compridos e sem barba, apresentando o livro à Virgem Maria, que então o refere a Cristo. Uma inscrição identifica o homem como "Leo, patrício, praepositus, sakellarios " referindo-se à sua posição como tesoureiro imperial (ou sakellarios). Presume-se, desde a sua aparição na miniatura, que Leo era um eunuco, um status historicamente compatível com essa profissão.
A segunda imagem mostra São Nicolau com duas figuras ajoelhadas aos pés, identificadas na inscrição como Constantino, o protospatário, irmão de Leo e fundador do mosteiro de São Nicolau ao qual o volume foi doado, e Makar, o abade do mosteiro. Essas alusões à criação da Bíblia são reforçadas pela inscrição que acompanha a miniatura de dedicação de Leo, que afirma que Leo ofereceu o livro ao mosteiro de São Nicolau, “em remissão por [seus] pecados. "
Embora originalmente atribuído ao exegeta Leo Magistros, o bizantinista Cyril Mango argumenta que, devido à sua falta de permanência na posição sakellarios, além de ser casado com filhos e, portanto, não ser um eunuco, Magistros não pode ser o Leo em questão. Mango sugere que o doador seja o mesmo Leo sakellarios que aparece como destinatário de uma série de cartas bizantinas sobreviventes que datam de 925 a 944, agora mantidas no Museu Britânico. Mango afirma que as evidências encontradas nas cartas sugerem que a Bíblia foi feita por volta de 940, uma reivindicação que foi amplamente aceita nos estudos bizantinistas.